# Pliage de code
Pour les articles homonymes, voir Pliage (homonymie).

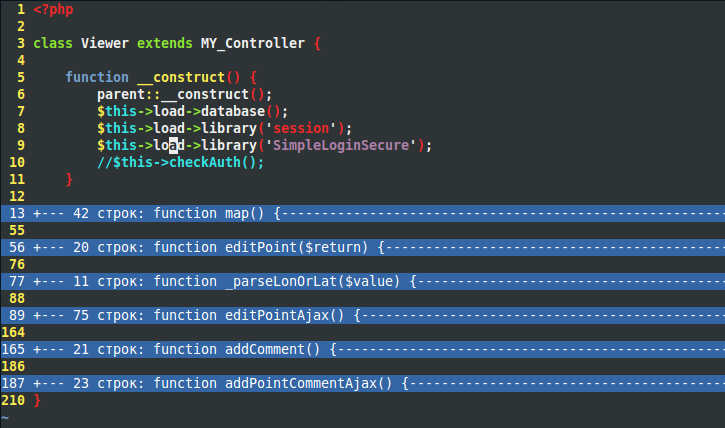
Exemple de pliage de code PHP sous vim.

Dans un éditeur de texte ou dans certains environnements de développement intégrés, le pliage de code ou repliage (folding en anglais) est une fonctionnalité permettant de masquer des parties du texte, bien souvent en le remplaçant par une seule ligne descriptive de son contenu. Son principal intérêt est de permettre à l'utilisateur d'avoir une vue d'ensemble de son document, tout en conservant la possibilité d'accéder aux détails de telle ou telle partie. En particulier, cette manière de présenter le texte fait ressortir la structuration hiérarchique d'un texte (partie - chapitre - section - paragraphe).
Ce type de fonctionnalité est particulièrement populaire parmi les développeurs qui gèrent de gros fichiers de code source.
Le nom « repliage » provient de l'analogie de cette fonctionnalité avec la feuille de papier que l'on plie afin d'en cacher une partie.
Le repliage du texte est disponible dans la plupart des éditeurs de texte modernes, et plus particulièrement dans ceux destinés aux programmeurs pour l'édition de code source. En général, il permet de masquer le corps de la définition des fonctions. Selon l'éditeur, le repliage peut être effectué selon :
- une méthode complètement manuelle : l'utilisateur indique explicitement les lignes à replier ;
- l'indentation : l'éditeur se base sur l'indentation pour déterminer les replis ;
- un marquage : l'utilisateur insère des balises textuelles indiquant à l'éditeur les lignes à replier ;
- le langage de programmation : l'éditeur connaît la grammaire du langage et détermine les replis d'après celle-ci.

Exemple d'éditeurs proposant le repliage : Vim, Kate, UltraEdit, Notepad++, …